# Fraile Muerto
Fraile Muerto je grad u departmanu Cerro Largo na istoku Urugvaja, 38 kilometara jugozapadno od sjedišta departmana Mela. Ime grada znači "mrtvi franjevac".
Fraile Muerto je osnovan 3. siječnja 1908. Izvorni naziv grada glasio je "Fructuoso Mazziotta", poznat još i kao "Wenceslao Silveira". 17. srpnja 1918. preimenovan je u "Fraile Muerto" i od statusa sela (pueblo) promoviran u gradić (villa). Status grada dobio je 19. prosinca 1957.

## Stanovništvo
Prema popisu stanovništva iz 2011. godine, Fraile Muerto je imao 3.168 stanovnika.
| Godina | Stanovništvo |
| ------ | ------------ |
| 1908.  | 3.922        |
| 1963.  | 2.576        |
| 1975.  | 2.468        |
| 1985.  | 2.903        |
| 1996.  | 3.214        |
| 2004.  | 3.229        |
| 2011.  | 3.168        |

- Izvor: Državni statistički zavod Urugvaja.[1]

## Vanjske poveznice
- (šp.) Službene stranice departmana Cerro Largo